# Константиновский сельсовет (Петровский район)
Константиновский сельсовет — упразднённое сельское поселение в Петровском районе Ставропольского края Российской Федерации.
Административный центр — село Константиновское.

## География
Расстояние от административного центра муниципального образования до районного центра — 18 км. Общая площадь территории — 359,92 км².

## История
Статус и границы сельского поселения установлены Законом Ставропольского края от 4 октября 2004 года № 88-кз «О наделении муниципальных образований Ставропольского края статусом городского, сельского поселения, городского округа, муниципального района».
С 1 мая 2017 года все муниципальные образования Петровского района объединены Петровский городской округ.

## Население
| 1989  | 2002  | 2009  | 2010  | 2011  | 2012  | 2013  |
| ----- | ----- | ----- | ----- | ----- | ----- | ----- |
| 6317  | ↘6158 | ↘5719 | ↘5433 | ↘5410 | ↗5420 | ↘5333 |
| 2014  | 2015  | 2016  | 2017  |       |       |       |
| ↘5285 | ↘5224 | ↘5193 | ↘5164 |       |       |       |

### Национальный состав
По итогам переписи населения 2010 года проживали следующие национальности (национальности менее 1 %, см. в сноске к строке "Другие"):
| Национальность | Численность | Процент |
| -------------- | ----------- | ------- |
| Русские        | 5162        | 95,01   |
| Цыгане         | 57          | 1,05    |
| Другие         | 214         | 3,94    |
| Итого          | 5433        | 100,00  |

## Состав сельского поселения
До упразднения муниципального образования в состав его территории входили 2 населённых пункта:
| № | Населённый пункт | Тип населённого пункта       | Население |
| - | ---------------- | ---------------------------- | --------- |
| 1 | Константиновское | село, административный центр | ↘4723     |
| 2 | Кугуты           | село                         | ↘236      |

### Упразднённые населённые пункты
23 августа 1990 года решением Президиума Ставропольского краевого Совета народных депутатов в связи с переселением жителей в другие населённые пункты хутор Теряевский был исключён из учётных данных.

## Местное самоуправление
Главы администрации сельсовета
- Федотова Любовь Фёдоровна,
- Воробьев Павел Михайлович[1].

## Экономика
На территории сельсовета расположены угодья колхоза им. Сараева.